# BD1018
BD1018 o (S)-2-[2-(3,4-dichlorophenyl)ethyl]octahydropyrrolo[1,2-a]pyrazine es un ligando selectivo del receptor sigma, con una afinidad de unión informada de Ki = 5 ± 0.7 nM por el receptor sigma-1 y aproximadamente 10 veces la selectividad sobre el receptor sigma-2. A diferencia de su enantiómero, BD1031, BD1018 actúa como un antagonista de receptor sigma.
De acuerdo con otros antagonistas del receptor sigma previamente descubiertos, BD1018 reduce la toxicidad conductual de la cocaína en ratones Swiss Webster.